# 志生野温夫
志生野 温夫（しおの はるお、1932年11月4日 - ）は、大分県竹田市出身のフリーアナウンサーで、シオノ事務所社長を務める。

## 来歴・人物
國學院大學卒業後の1956年、日本テレビへ入社。同期に本多当一郎、赤木孝男がいる。1972年、アナウンス部副部長を最後にフリーへ転身。現在も地上波やCSなどで活躍し、日本テレビアナウンスカレッジ講師や結婚式の司会業（椿山荘）なども行なっている。元NHKアナウンサーの山川静夫は大学時代の同級生である。
「〜であります!」調の実況が特徴であり（後輩の徳光和夫も影響を受けている）、倒産した全日本女子プロレスではWWWA2代目コミッショナーを務めた。

## エピソード
- プロ野球中継、ゴルフ中継でも活躍が顕著である。ゴルフ中継は日本初となったプロゴルフトーナメント大会の生中継（1957年：カナダ・カップ / 霞ヶ関カンツリー倶楽部）の実況アナウンスを担当した。後年この中継について、「まだ若手で（当時は入社2年目）、とにかくゴルフの中継なんて初めてですからどうやっていいのかわからなかった。全てが手探りで必死になってやりました。しかもその大会はトラさん（中村寅吉）と小野光一さんの活躍で日本が優勝したでしょう。自分のアナウンサー生活でも特に印象深い想い出ですよ」と語っている。
- 1965年の日本シリーズ、読売ジャイアンツ対南海ホークス第5戦で当時新人だった土井正三が南海のエース・杉浦忠から放ったサヨナラヒットで優勝を決めた瞬間（V9の第一歩）と、1971年の日本シリーズ、読売ジャイアンツ対阪急ブレーブス第5戦で打線の爆発と高橋一三の完投勝利で日本シリーズ7連覇（V7）達成の瞬間をそれぞれ実況した。なお、巨人のシーズン開幕戦（開催が後楽園球場の場合のみ）の実況は1969年（対ヤクルト、この年はアトムズ）の1度のみである。

## 出演
- アニメンタリー 決断（日本テレビ）- 第26話『川上監督の決断』のインタビュアー
- びっくり日本新記録（読売テレビ）
- 鳥人間コンテスト選手権大会（読売テレビ）
- おはよう!こどもショー（日本テレビ系）
- それゆけ!実験クイズ（フジテレビ）- 出題ナレーター
- おはよう!サンデー（日本テレビ）
- オレたちひょうきん族（フジテレビ）- ひょうきんプロレスアワー
- メガTONスポーツTODAY（テレビ東京）
- クイズ!地球まるかじり（テレビ東京）- ナレーション
- 小松原三夫のゴルフ道場（テレビ東京）
- 激突スターボウリング（テレビ東京）
- 全日本女子プロレス中継（フジテレビ）
- 引田天功・大脱出（フジテレビ）- 爆破の実況
- 格闘女神ATHENA（フジテレビ）
- スポーツ大将（テレビ朝日、第1期）コーナー実況、ビートたけし - 休養中の代役司会
- ドリフ大爆笑（フジテレビ）- 1991年放送。悪口ボクシング試合の実況アナウンサーで、解説はいかりや長介。
- タモリ倶楽部（テレビ朝日） - 実況及び進行役
- 生でGONG!X2（CS放送・FIGHTING TV サムライ）- 司会
- とんねるずの生でダラダラいかせて!!（日本テレビ）- ドッキリ企画で錦野旦が特製ボウリングのピンに滑り込む際の実況を担当
- マリーンズナイター・夏の高校野球（千葉テレビ、実況担当）
- めちゃ2イケてるッ!（フジテレビ、不定期 1999年 - 2006年、2018年）
「イケてるッ!日本（世界）新記録」「めちゃ日本女子プロレス」などで実況を務めた。
- 26時間ちょっとテレビ・ダウンタウンガキの使い大晦日SPメンタルケアイベント第一人者（日本テレビ、2007年12月31日）
- 松本伊代のキラキラ80's（MONDO21）
- ファイブチャンネル（熊本朝日放送、2009年11月28日）「5スターボウリング」の実況を担当
- TVアニメ世界でいちばん強くなりたい!（第8話、東京MXテレビ、2013年11月24日放送他）- 女子プロレス世界タイトルマッチの実況役として参加
- 小林悠 たまむすび（TBSラジオ、2014年8月1日）「その筋の話」コーナーゲスト
- クイズ!脳ベルSHOW
- 都市対抗野球大会中継実況（GAORA）
- 東風王決定戦、東風王決定戦2（GyaO）
- TwellV プロ野球中継（TwellV）

### 劇場アニメ
- あしたのジョー（1980年） - アナウンサー 役
- あしたのジョー2（1981年）

### CM
- 松下電器産業、スチームオーブンレンジ
- 小松フォークリフト

### イベント
- 神宮外苑花火大会（神宮球場ほか、毎年8月）- 司会

## 著書
- 超話術 - プロが教えるうまい「しゃべり」の基本（学陽書房）